# 10246 Frankenwald
10246 Frankenwald (6381 P-L) là một tiểu hành tinh vành đai chính. Nó được đặt theo tên Frankenwald mountains in Germany.